# Subjekt (Psychosomatik)
Unter Subjekt wird in der Psychosomatik ein Ganzheitlichkeit vermittelnder Grundbegriff verstanden. Er will den Facettenreichtum umfassen, der sich aus den mit ihm verbundenen begrifflichen Gegensatzpaaren ergibt. Es sei hier nur verwiesen auf die Gegensatzpaare von Subjekt und Objekt, Subjekt und Umwelt oder auf die gegensätzliche „physiomorphe Betrachtungsweise“ einerseits, wie sie der Physiologie und Anatomie zu eigen sind, bzw. auf die „antrophmorphe Betrachtungsweise“ andererseits, wie sie in Philosophie und Anthropologie üblich ist. Zum einen kennzeichnet der psychosomatische Begriff des Subjekts den Begriffswandel von der antiken Philosophie zur heutigen Bedeutung. Zum anderen verdeutlicht er eine Bedeutungsspannung (Extension) der Betrachtung und Unterscheidung von Gesundheit und Krankheit, die den antiken und den aktuellen Wortgebrauch umfasst. Nach allgemeiner Auffassung handelt es sich bei der zeitgenössischen Definition von Subjekt um ein mit Bewusstsein ausgestattetes erkennendes und handelndes „Ich“ bzw. um einen „geistig und körperlich tätigen Menschen“ oder um ein „eigenständiges Gebilde mit spontaner Aktivität“. Die Wortherkunft des Begriffs Subjekt aus der Philosophie des Altertums belegt allerdings, dass der heute eingetretene Bedeutungswandel die ursprüngliche Auffassung des Sinnes von hypokeimenon in der griechischen Antike verkürzt, was einer zunehmenden Subjektivierung von Sachverhalten geschuldet ist. Die umgangssprachliche Bedeutung von Subjekt trägt dieser älteren Wortbedeutung noch am ehesten Rechnung.

## Etymologie
Die Wortherkunft aus der griechischen Philosophie liefert zur Frage der Bedeutungsspannung erste Ausgangspunkte zum Thema Gesundheit und Krankheit. Zwar stammt der Begriff Subjekt mittelbar aus der lateinischen Sprache, stellt aber dort nur eine Übersetzung aus der griechischen Bedeutung von ὺποκείμενον (hypokeimenon) dar, an die sich der lateinische Begriff Subjekt inhaltlich anlehnt. Damit bedeutet Subjekt so viel wie das „Daruntergeworfene“. Eine solche rein formale Ableitung wäre jedoch unvollständig, wenn man nicht den vollen Bedeutungsumfang betrachtet, den das Wort in der griechischen Sprache annimmt. Nach Benseler bedeutet ὺποκείμενον das einer Aussage oder Erörterung Zugrundeliegende, dessen Voraussetzung, auch so viel wie Ort der Handlung eines Dramas, gilt als stoischer Terminus eines Substrats bzw. eines Wahrnehmungsobjekts, als Gegenstand der Behandlung oder Besprechung, vgl. auch ὺποθεσις, grammatisch als Satzgegenstand. Nach Schischkoff hat Aristoteles den Begriff auch im Sinne von Substanz gebraucht, die er zu den Kategorien zählte. Bereits die Spannweite der Bedeutung bei dem griechischen Wort ὺποκείμενον lässt also aus heutiger Sicht an ein sog. Urwort denken, weil es gegensätzliche Bedeutungen in sich schließt. Solche Gegensätze wurden bereits in der lateinischen Rezeption des Begriffes formuliert, nämlich in der dort üblichen Unterscheidung zwischen Subjekt und Objekt. Objekt bedeutet in der lateinischen Sprache das „Entgegengeworfene“. Dem Subjekt wird das Objekt sozusagen „entgegengeworfen“. Es erscheint sowohl aufschlussreich, was diese bis heute beibehaltene Unterscheidung in der lateinischen Sprache besagt, als auch was die ursprüngliche Einheit der Bedeutungen von Subjekt und Objekt zum Ausdruck bringt. In der französischen Sprache ist die rein begriffliche Unterscheidung bis heute noch immer ambivalent. In der Bedeutung etwa von „le sujet de conversation“ (= Thema der Unterhaltung) z. B. klingt diese Ambivalenz bis heute an, weil hier die rein „gegenständliche“ Bedeutung von „Subjekt“ im Sinne des „Entgegengeworfenen“ bzw. des zu Objektivierenden vielfach noch bis heute in paradoxer Weise nachklingt. Freud hat diesen Doppelsinn bzw. diese Form von Ambivalenz des französischen Wortes „sujet“ in einem seiner Beispiele des Witzes beschrieben.

## Einheit und Unterscheidung von Subjekt und Objekt

Funktionskreis als Regelkreis auf der vegetativen Stufe

Der Sinn einer Einheit von Subjekt und Objekt ergibt sich nach Thure von Uexküll im Motivationszusammenhang einer Handlung. Die Umwelt eines Menschen ist nämlich meist nicht eindeutig vorgegeben. Ihre Bedeutung wechselt je nach seinen unterschiedlichen Bedürfnissen und inneren Antrieben. Ein Stuhl kann beispielsweise im Falle der Gefahr zu einer Verteidigungswaffe werden. Objekte stellen jedoch in der Regel Handlungsanweisungen dar. Stuhl bedeutet normalerweise „sitzen“, Bett „liegen“ usw. Diese urtümliche Beziehung kommt auch bei Patienten zum Ausdruck, die an einer Aphasie mit Wortfindungsstörung leiden. Sie bezeichnen beispielsweise eine Tasse umschreibend als „Trinkding“. Die Unterscheidung von Subjekt und Objekt wird durch die rein wissenschaftliche und begriffliche Trennung von Innen- und Außenwelt notwendig. Sie ist eine rein philosophisch-begriffliche oder auch rein physikalische Unterscheidung. Der Begriff „Molekül“ etwa stellt eher eine Handlungsanweisung für einen Physiker dar, der alles Subjektive ausklammert. Auch wenn die begriffliche Unterscheidung von Subjekt und Objekt rein abstrakt und philosophisch begründbar erscheint, so enthält doch auch jeder „Begriff“ eine Handlungsanweisung, auf die bereits die Begriffsherkunft von „greifen“ hinweist. Hier ist an die häufige Kombination von Aphasien mit Lähmungen der Hand auf der Seite der sprachdominanten Hemisphäre zu verweisen, d. h. in der Regel auf eine Kombination mit einer Rechtsseitenlähmung der Hand. Es handelt sich dann um Hirnschädigungen der linken Fronto-Temporo-Parietalregion.

## Spaltung von Subjekt und Objekt in der Krankheit

Wahrscheinliche pathogenetische Wechselbeziehungen bei funktionellen Syndromen, d. h. ohne Beteiligung organischer Integrationsstufen (Modell nach Thure von Uexküll)

Krankheit wird etwa dann bewusst, wenn sie sich in Form subjektiver Beeinträchtigungen zeigt. Dann werden Klagen laut wie etwa: „Ich kann nicht schlucken, gehen oder hören“. Oft handelt es sich dann um sogenannte Ausdruckskrankheiten, in denen das Ich bestimmten Emotionen unterliegt. Im Falle von Bereitstellungskrankheiten werden die Klagen jedoch meist in anderer Form geäußert. Sie beziehen sich nicht auf das Ich, sondern auf die Organe. Es wird dann etwa davon gesprochen, „mein Herz klopft“ oder „mein Magen drückt“ oder „meine Leber schmerzt“. Vor Staunen kann „uns die Spucke wegbleiben“. Hier unterliegt der Körper seelischen Emotionen, die den Zusammenhang aus den normalen Lebensbezügen spalten. Da es sich in beiden Fällen nicht um fassbare körperliche Veränderungen und Läsionen handelt, spricht Thure von Üexküll von einer Spaltung des Integrationsraums. Das Subjekt oder aber der Körper wird den Einflüssen seelischer Emotionen „unterworfen“. Die Vermeidung von Krankheit zielt auf eine Wahrnehmung dieser Einflüsse ab und auf bewusste Unterstützung der „Weisheit des Körpers“ zur Wiederherstellung des Integrationsraums, der nicht nur durch körperliche, sondern vielfach durch psychosoziale Gegebenheiten geprägt ist.